# Leśna Turnia (Jerzmanowice)
Leśna Turnia lub Leśna – skała na szczycie wzniesienia w orograficznie lewych zboczach Doliny Szklarki, w obrębie miejscowości Jerzmanowice w województwie małopolskim, w powiecie krakowskim, w gminie Jerzmanowice-Przeginia. Wznosi się na wysokość 486, 5 m n.p.m., wysokość względna nad dnem Doliny Szklarki wynosi około 100 m. Jest to obszar Wyżyny Olkuskiej będącej częścią Wyżyny Krakowsko-Częstochowskiej.
Leśna Turnia to zbudowany z twardego wapienia skalistego rozległy masyw skalny zacieniony przez drzewa Jest łatwo dostępna polną drogą od wschodu, z pokrytej polami uprawnymi wierzchowiny przez którą biegnie droga do wsi Łazy. Skała znajduje się w lesie, w odległości około 35 m od granicy między lasem i polami uprawnymi.

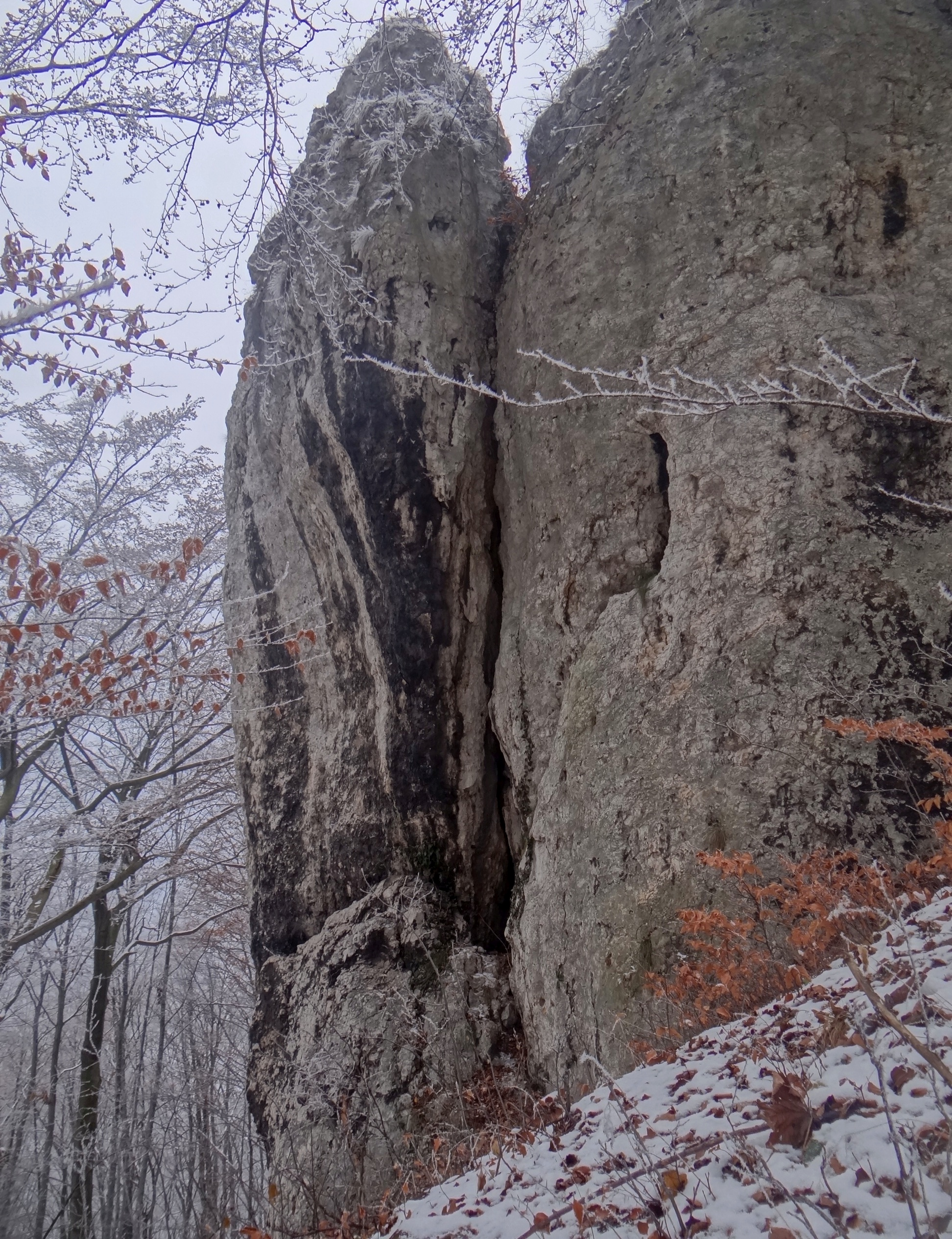
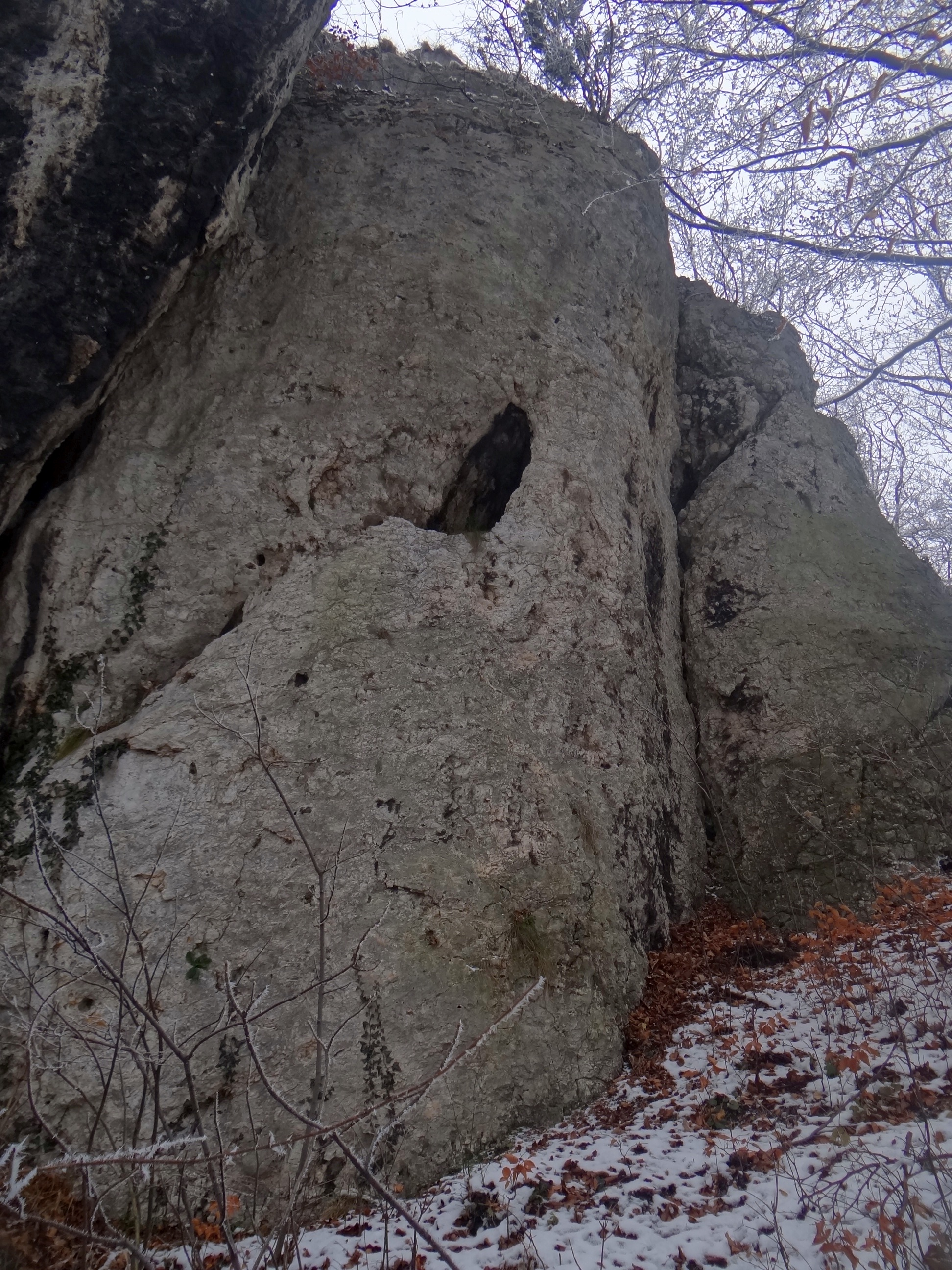
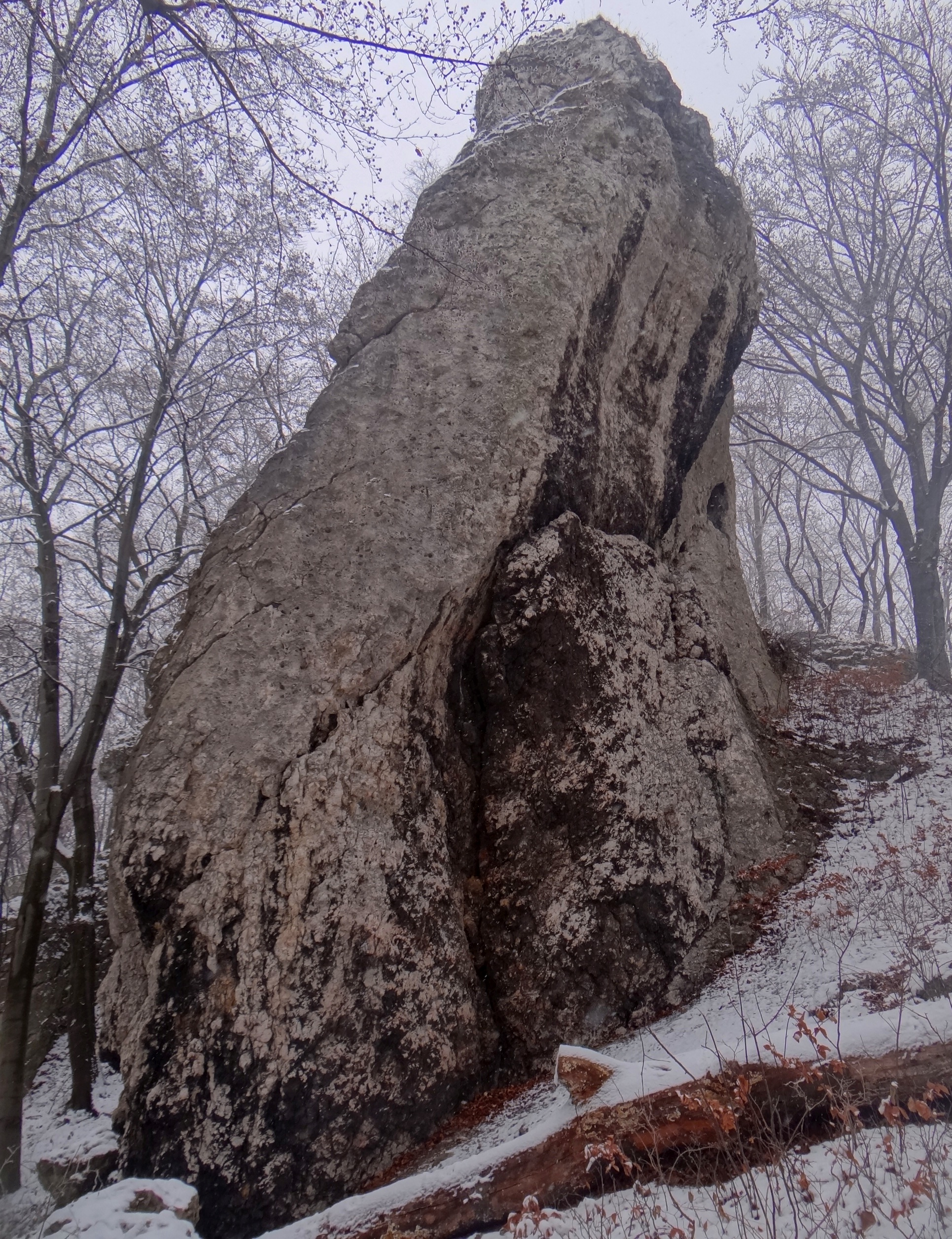
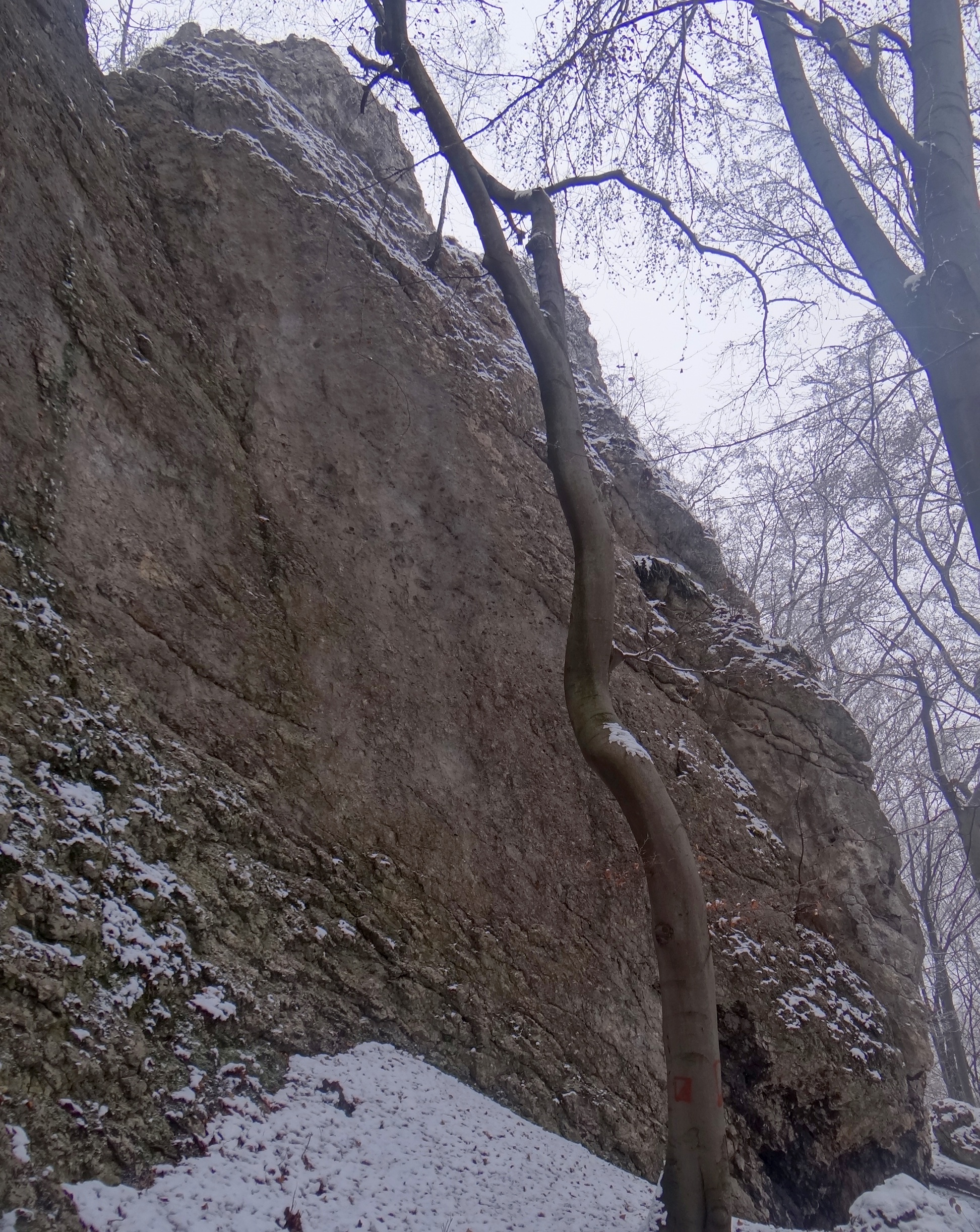
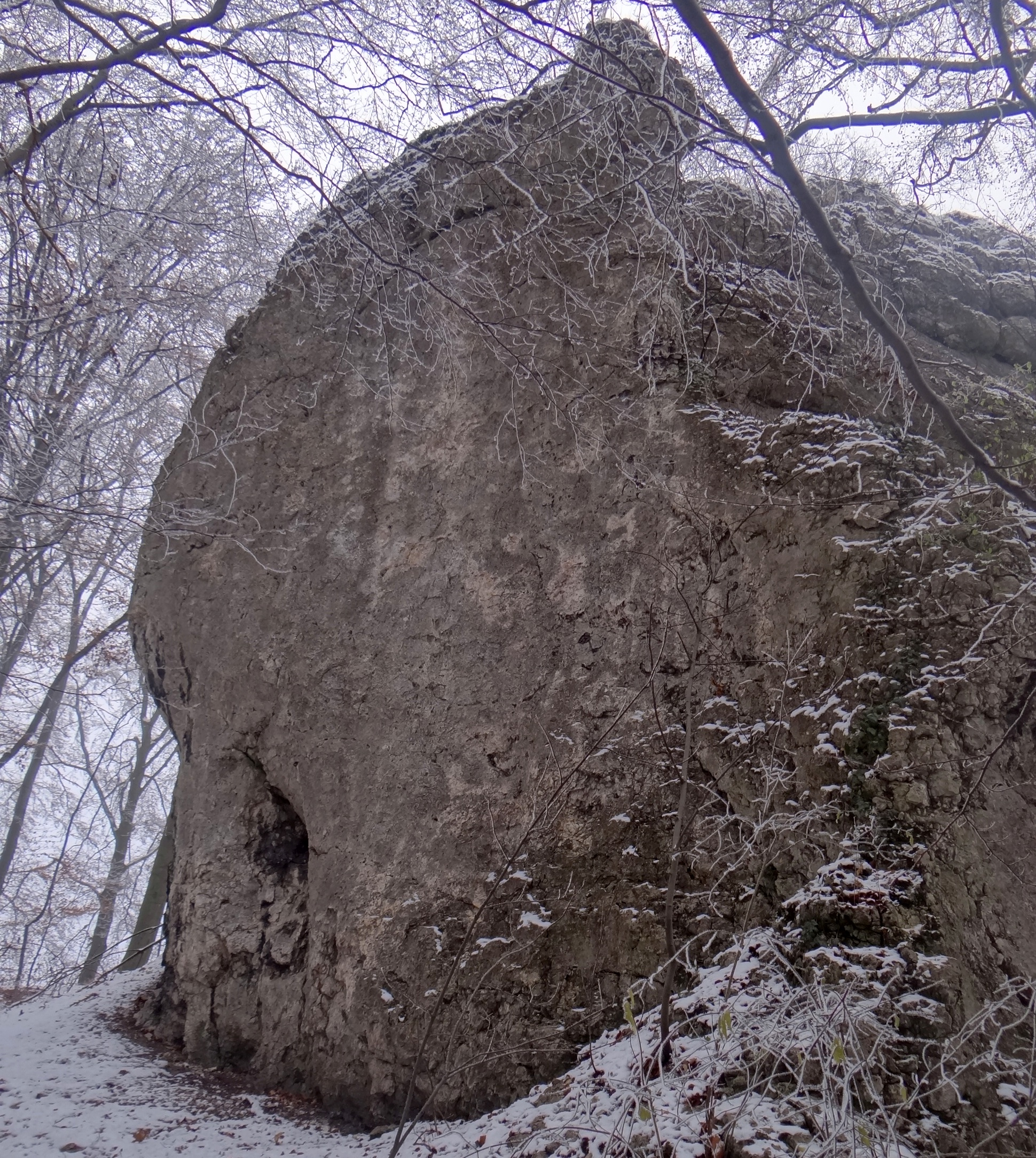
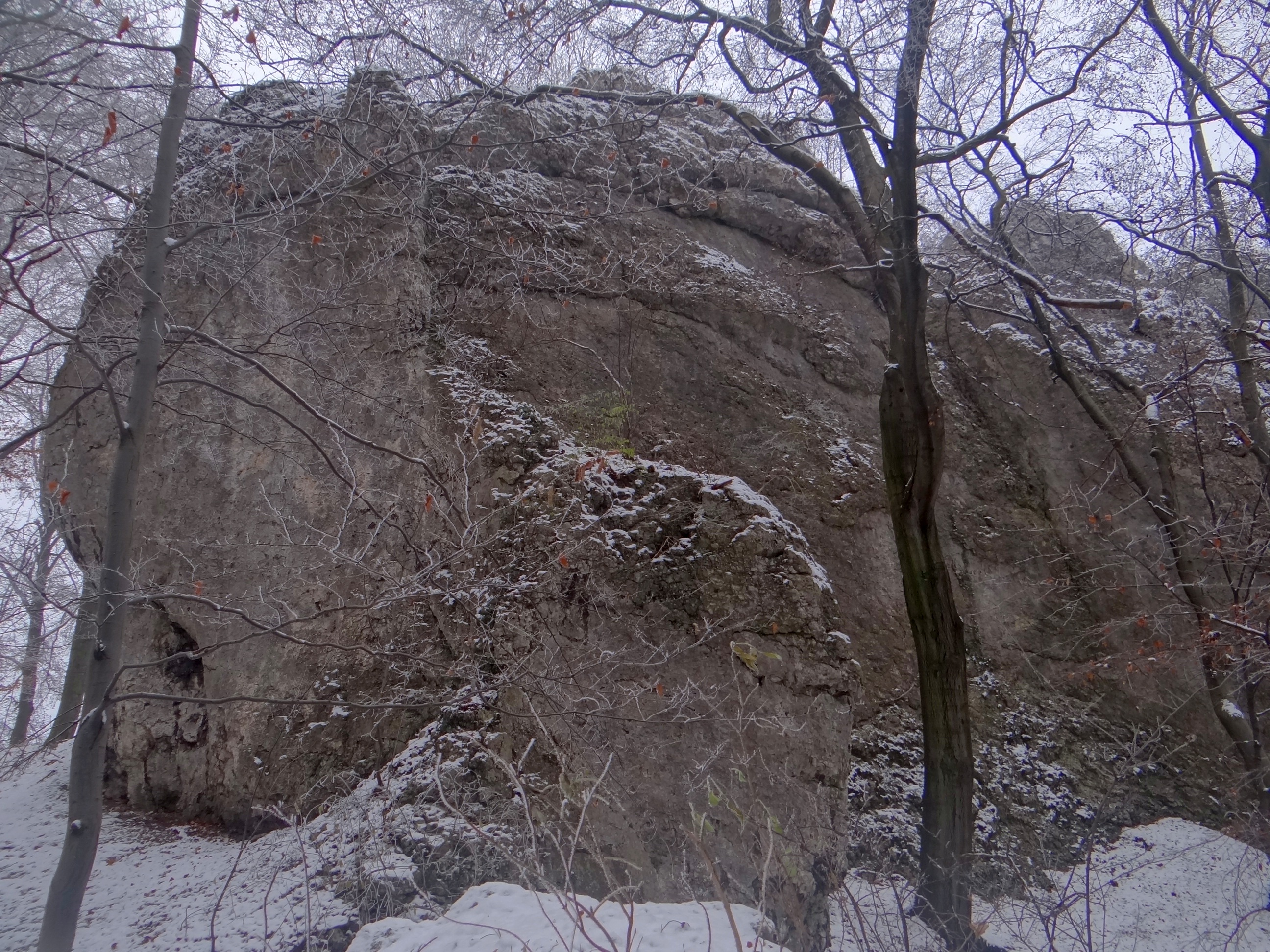
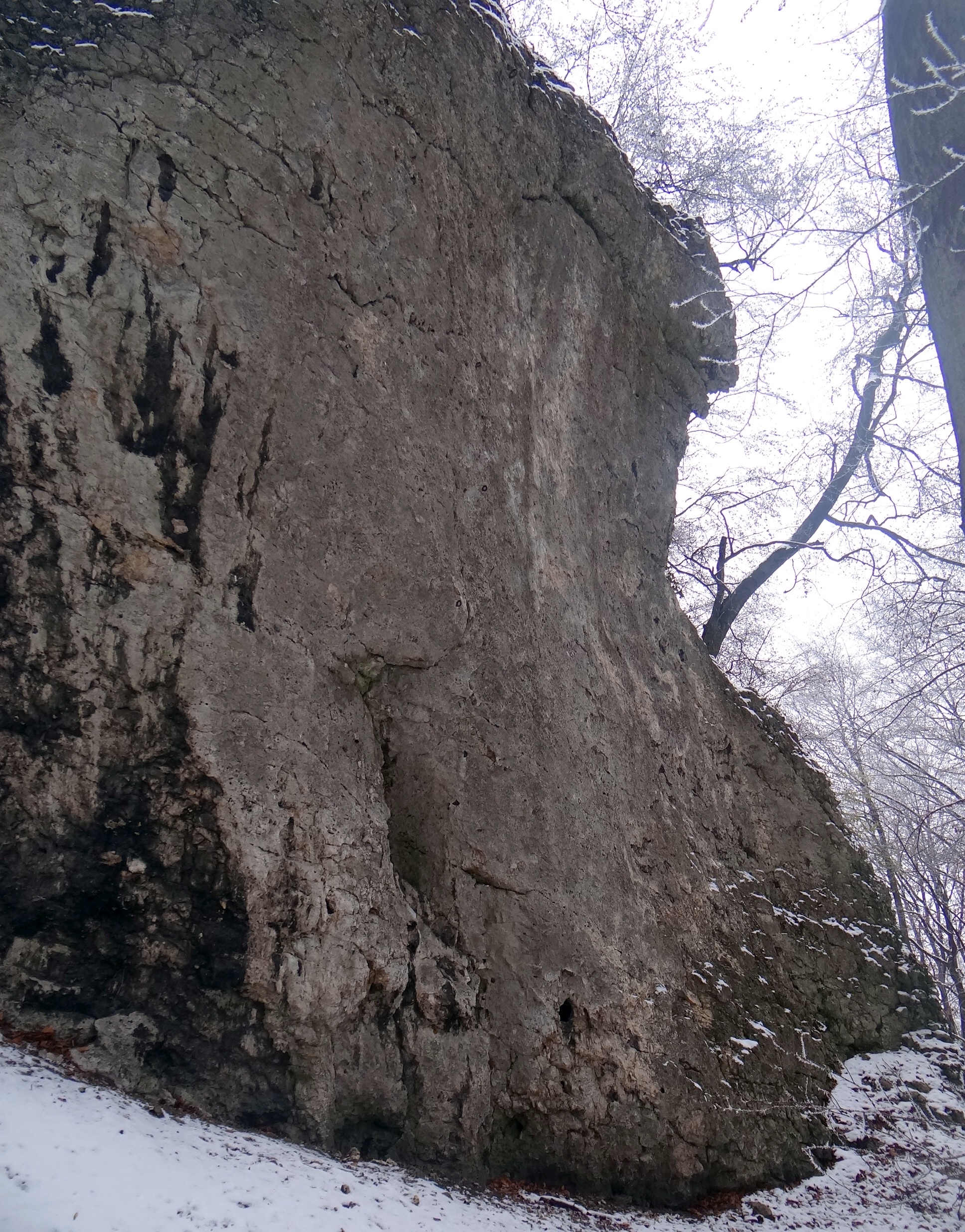

## Drogi wspinaczkowe
Na Leśnej uprawiana jest wspinaczka skalna. Jej ściany są połogie, pionowe lub przewieszone, osiągają wysokość do 18 m i są na nich różnorodne formacje skalne: filary, kominy, zacięcia. W 2020 r. na Leśnej są 23 drogi wspinaczkowe o trudności od V do VI.4+ w skali Kurtyki oraz jeden projekt. Mają wystawę północno-zachodnią, północną, północno-wschodnią i południowo-zachodnią. Wszystkie mają zamontowane stałe punkty asekuracyjne: ringi, haki (h), spity (s) i stanowiska zjazdowe (st), dwa ringi zjazdowe (2rz) lub jeden ring zjazdowy (rz).

Leśna I
1. Projekt: 1s + 1h, 11 m
2. Pippi Langstrumpf; 4r + st, VI.3, 11 m
3. Z pamiętnika doktora Wyciora; 4r + 1s + rz, VI.3+, 11 m
4. Wilczy notes; 5r + st, VI.4/4+, 11 m
5. Boogie Woogie; 5r + st, VI.1+/2, 11 m

Leśna II
1. Lustereczko; 7r + 2rz, V, 18 m
2. Liczenie oddechów; 7r + 2rz, VI+, 18 m
3. Mały Manitou; 8r + 2rz, VI+, 18 m
4. Wielki Manitou; 8r + 2rz, VI.1+, 18 m

Leśna III
1. Mały Manitou; 8r + rz, VI+, 18 m
2. Terra incognita; 7r + 2rz, VI.1, 2011 18 m

Leśna IV
1. Złe misie; 5r + st, VI.3+, 16 m
2. Bajka o naleśniku; 5r + st, VI.2+, 16 m
3. Kill Gil; 6r + 2rz, VI.1+, 17 m
4. El Chupacabra; 7r + 2rz, V+, 17 m
5. Odrobina mężczyzny na co dzień; VI.1, 18 m

Leśna V
1. Filarek w stylu retro; 3r + 2rz, VI.1+, 10 m
2. Miecz Beruda; 3r + rz, VI.2+, 10 m

Leśna VI
1. Sympatyczny filarek; 6r + rz, VI+, 17 m
2. Wariat i zakonnica; 5r + rz, VI.2+, 16 m
3. Pyknik pod wiszącą skałą; 6r + st, VI.3, 17 m
4. Piękna strzyga; 6r + st, VI.4+, 17 m
5. Przerysa Leśnej; VI, 15 m
6. Faustus; 3r, VI.1+, 13 m[2]